# Cinema Royal (Rotterdam)

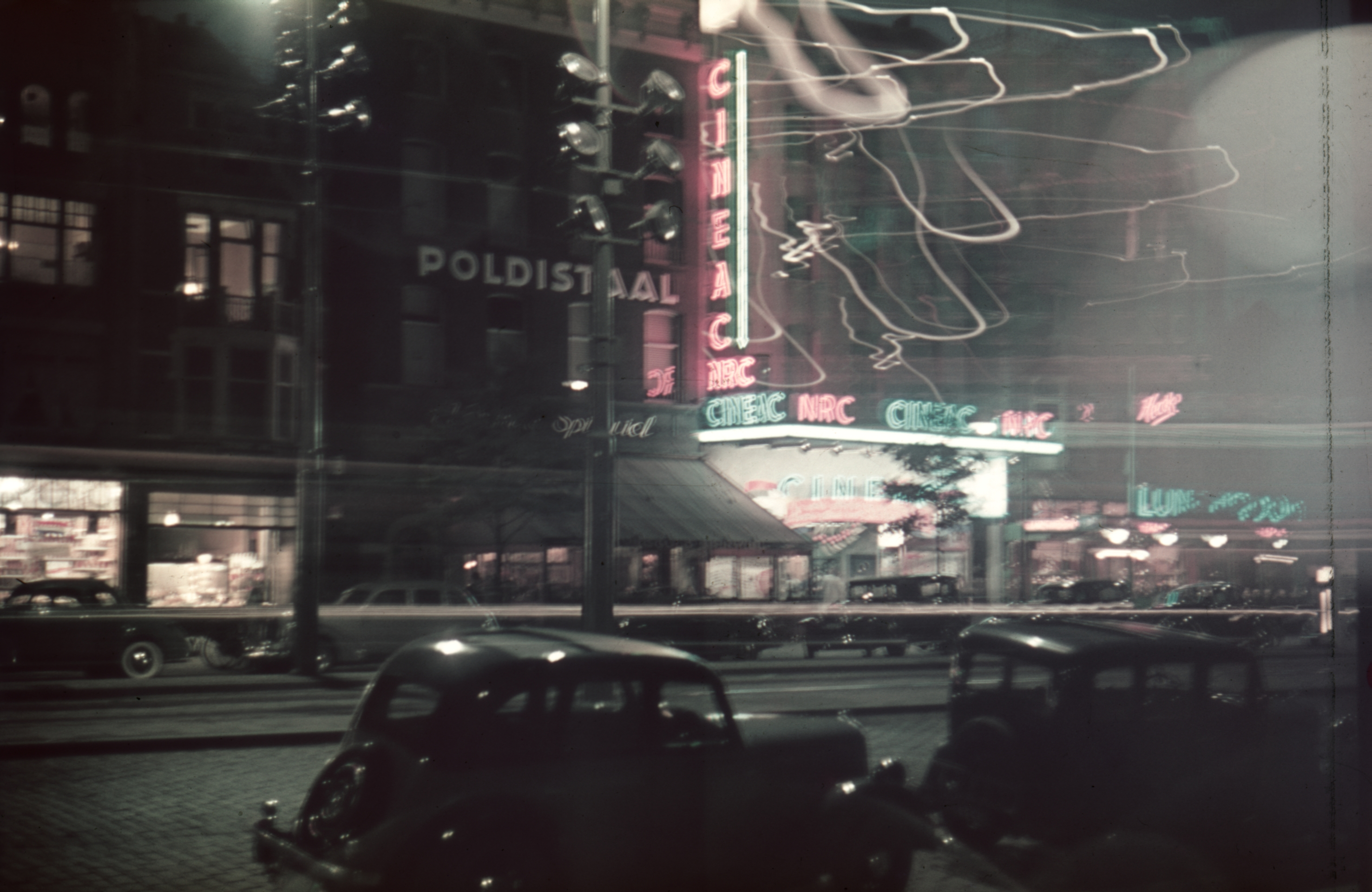
De Coolsingel bij avond met Cineac NRC en Heck's Lunchroom 1936 - 1940

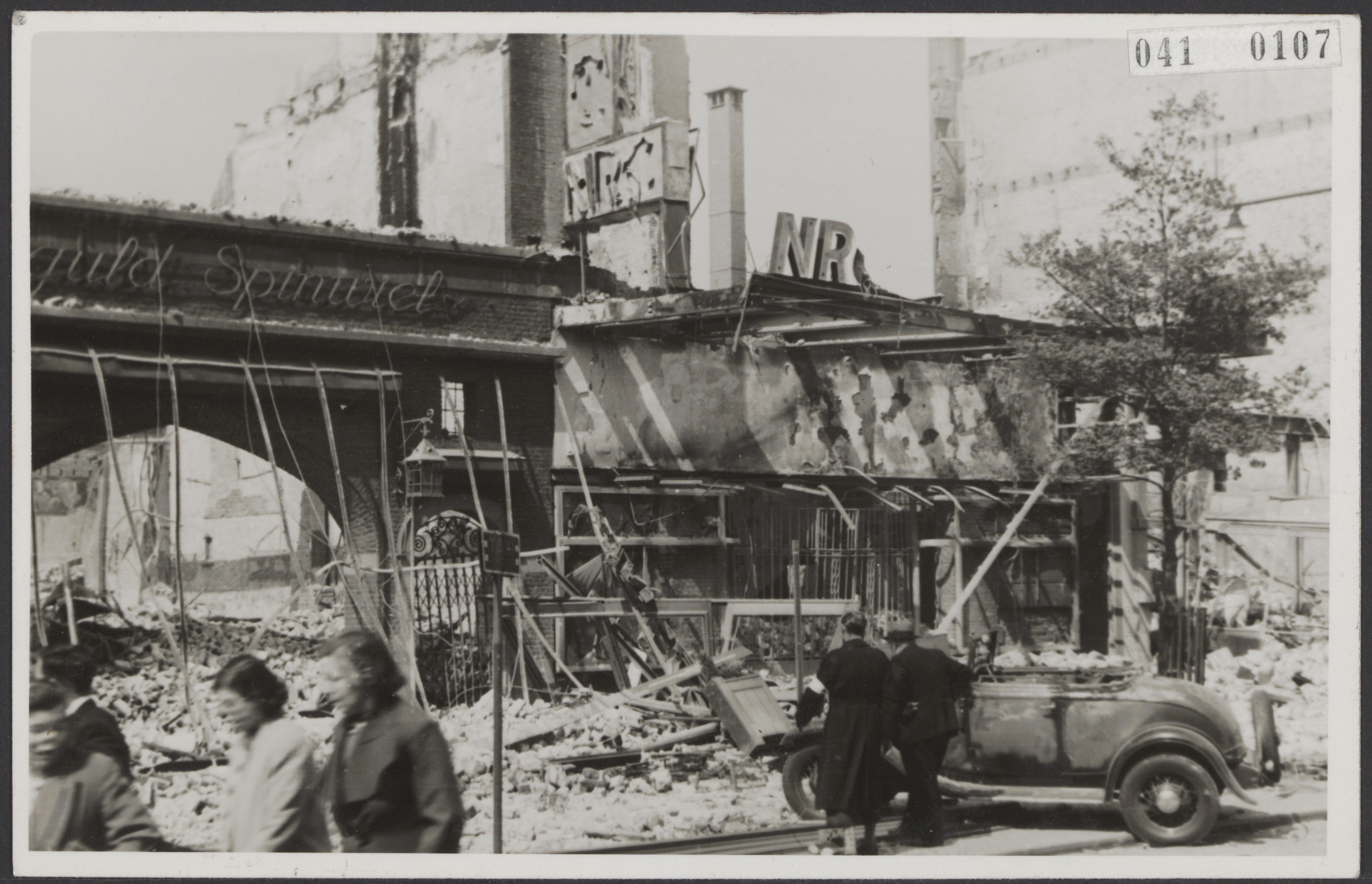
Cineac NRC cinema vernietigd in 1940 bij het bombardement van Rotterdam

Cinema Royal was een Rotterdamse bioscoop sinds 1913.
Jean Desmet, een van de vooraanstaande filmondernemers in Nederland in deze periode, kocht in 1912 voor fl. 95.000 het pand op Coolsingel 17. Jac. van Gils was de architect die het gebouw omtoverde tot de 'Cinema Royal Elite Bioscoop' die opende op 1 augustus 1913. Al een jaar later besloot Desmet zijn rivaal Abraham Tuschinski aan te stellen als bedrijfsleider van het theater; in 1916 werd Tuschinski eigenaar van Royal voor niet minder dan fl. 350.000. Tuschinski gaat wonen boven het theater.
In 1935 verkoopt Tuschinski het theater aan de Nieuwe Rotterdamsche Courant, die er een journaaltheater opent: de Cineac NRC. Er worden doorlopende voorstellingen gegeven die ieder uur opnieuw startten: bezoekers konden op ieder moment binnen lopen en zagen dan een programma met actualiteiten (filmjournaals), korte documentaires en tekenfilms. Het theater was populair bij de jeugd, die er, na het zien van de Popeye tekenfilms, een gratis Popeye stripverhaal kregen.
Het theater wordt verwoest in het bombardement van 1940. De NRC-Cineac bioscoop verhuist naar de overkant van de Coolsingel, in het Beursgebouw, totdat de bioscoop een nieuw gebouw betrekt naast De Bijenkorf.